# Burg Vernaburg
Die Burg Vernaburg, auch Krewetburg genannt, ist die Ruine einer Wasserburg im Ortsteil Verne (Krewetstrasse 3) der Stadt Salzkotten im Kreis Paderborn in Nordrhein-Westfalen.

## Geschichte
Die Burg wurde von Wilhelm von Krewet aus der bedeutenden Paderborner Ministerialen-Familie Krewet, die zu den 'Vier edlen Meiern und Säulen' des Domkapitels zählte, 1607 gegründet, um seinen Sitz von der Freiheit in Salzkotten hierher zu verlegen. Schon 1638 starben die Krevet im Mannesstamm aus und ihre Güter in Verne mit der Vernaburg und dem Eulenknapp kamen an das Adelsgeschlecht von Brenken.
Die Burg spielte im Dreißigjährigen Krieg eine bedeutende Rolle während der Belagerung und Zerstörung der Stadt Salzkotten. Nach dem Aussterben der Familie von Krewet verlor die Burg ihre Bedeutung und verfiel. In Urkunden aus dem Siebenjährigen Krieg (1756–1763) wird die Burg als Ruine genannt, der Bergfried und ein Wohngebäude waren abgerissen, der Burggraben verfüllt. Erst 1990 wurde in der Nähe der Ruine ein runder gotischer Wohnturm entdeckt.